# Peucetia viridans
Peucetia viridans là một loài nhện trong họ Oxyopidae phân bố ở Bắc Mỹ, Trung Mỹ và Venezuela.
Con cái đạt đến chiều dài cơ thể 22 mm, mảnh mai hơn con đực với chiều dài trung bình 12 mm (0,47 in). 
Các con cái mang trứng có thể thay đổi màu sắc để phù hợp nơi đang đứng. Con cái đeo túi trứng chứa từ 25-600 quả trứng màu da cam sáng, nó ôm trứng và tấn công tất cả mọi con vật đến gần. Trứng nở sau khoảng hai tuần, và sau một hai tuần thì nhện con chui ra khỏi túi.